# فرانك إل. بريسكوت
فرانك إل. بريسكوت (بالإنجليزية: Frank L. Prescott)‏ هو شخصية أعمال وسياسي أمريكي، ولد في 28 أكتوبر 1878، وتوفي في 1956. حزبياً، نشط في الحزب الجمهوري. وقد انتخب عضو جمعية ولاية ويسكونسن.